# Гађо (Модена)
Гађо (итал. Gaggio) је насеље у Италији у округу Модена, региону Емилија-Ромања.
Према процени из 2011. у насељу је живело 1280 становника. Насеље се налази на надморској висини од 35 м.